# Рабат (Мальта)
Рабат, полное название — Рибат-аль-Фатх, букв. «деревня победы» — небольшой населённый пункт на острове Мальта, невдалеке от Мдины.
Название Рабат также носил до 1897 г. главный город острова Гоцо, переименованный в Викторию.
Во времена арабского господства на Мальте город Мдина был разделен на два: Мдина и Рабат. В настоящее время в Рабате проживает около 11 тыс. жителей, а в Мдине — только 300.
В городе существует футбольный клуб «Рабат Аякс».